# 藤田タカシ
藤田 タカシ（ふじた たかし、1961年10月20日 - ）は、日本のミュージシャン・ギタリストである。DOOMのギタリスト兼ヴォーカリストとして知られる。本名・藤田 高志（たかし）。身長184cm、体重68kg（1987年当時）。

## 経歴
1975年、13歳当時、レッド・ツェッペリン、ローリング・ストーンズ、ディープ・パープル等のコピーバンドを結成し、これを機に自身の音楽活動のスタートを切る。その後いくつかのバンドを結成。
1986年1月、諸田コウ（ベース）と共にDOOMを結成。1988年2月にビクターからミニアルバム『KILLING FIELD...』でメジャーデビューを果たす。
1999年5月、諸田が急逝。DOOMは藤田とデフ・マスターのyu-miによるコラボレーション・ユニットとして復活。ミニアルバム『Where Your Life Lies!?』を発表し、本格的なインダストリアル・サウンドを展開。以降、DOOMは藤田のソロ・ユニット的な形で散発的にライヴを行う。他のロックアーティストのサポートにも参加し、LUNA SEAのベーシストJのバンドサポートや、インディーズロックバンドのプロデュース（レコーディングにも参加）も行う。
2014年にDOOMの再始動を発表し、2015年1月12日にCLUB CITTA’で行われた「VIOLENT ATTITUDE 2015」に出演。

## 人物
- ニックネームとして、Mr.CBGBと呼ばれることがあり、クレジットでのアルファベット表記がTAKASHI "Mr.CBGB" FUJITAとなることがある。
- 使用ギター - ギブソンのレスポール・フライングV等。
- DOOM時代、自らのロック観について「精神的破壊。ROCKとは暴力であり、カナシミ、ニクシミ、イラダチ、マスターベーション、フラストレーション、要は感情のバクハツである」と語っている[2]。また、自身の音楽のことを"音我苦"と呼んでいる。

## 他ミュージシャンのサポート
- THE MAD CAPSULE MARKETS - 1996年、サイドギタリストとしてツアー参加。コーラスとしてレコーディングに参加。
- J - 1997年、当時LUNA SEAのベーシストであったJの1stソロアルバム『PYROMANIA』のレコーディングに参加し、同アルバムを掲げたツアーにも参加。その後も毎回レコーディング・ツアーに参加するなど17年間に渡り支えてきたが、2014年12月を以って勇退[3]。
- SOFT BALLET - 1993年から1995年までギターサポート。